# Regio corpo truppe coloniali della Tripolitania
Il Regio Corpo Truppe Coloniali della Tripolitania è stato un corpo coloniale del Regio Esercito italiano, dipendente dal Governatore della Tripolitania italiana dal 1914 fino a quando, nel 1935, confluì nel Regio corpo truppe coloniali della Libia.

## Storia
La storia militare della colonia iniziò nel 1914, tre anni dopo la guerra italo-turca. I territori conquistati nell'Africa settentrionale italiana erano divisi in due colonie, la Tripolitania italiana e la Cirenaica italiana, rette da due governi separati e dipendenti dal Ministero delle colonie. Furono quindi costituiti due RCTC distinti, con un proprio comandante dipendente dal rispettivo governatore.
I reparti erano costituiti in maggioranza da àscari indigeni, inquadrati da ufficiali e sottufficiali italiani; nell'aprile 1915 venne autorizzato l'arruolamento delle prime bande irregolari. L'arruolamento dei libici era su base volontaria; infatti, anche se dal 1919 lo statuto per la Tripolitania aveva sancito la parità di diritti e doveri tra cittadini italiani e libici, per i libici non vigeva il servizio di leva obbligatorio. In caso di mobilitazione venivano richiamati in servizio ufficiali, sottufficiali e militari di truppa nazionali in congedo residenti in colonia ed i cittadini libici che avevano prestato servizio volontario ed erano quindi iscritti ai ruoli di forza in congedo; solo in questo caso i libici obbligati a prestare servizio, come truppe regolari o come irregolari.
Dal 1922 il RCTC fu massicciamente impiegato con reparti nazionali e soprattutto indigeni nelle operazioni di riconquista della Libia, che terminarono solo nel 1932.

Ascari libici di sanità. Il copricapo indossato, la tachia, distingueva le truppe libiche da quelle eritree, che indossavano invece il tarbush.

Nel gennaio 1923, quando ai due RCTC venne concessa la bandiera di guerra tricolore, l'organico del RCTC della Tripolitania era fissato a 14.000 unità. Dal Comando del RCTC dipendevano due comandi territoriali (Sud Tripolino e Zona Orientale) e tre comandi di specialità (arma di cavalleria, arma di artiglieria e arma del genio). I reparti operativi erano composti da due battaglioni di cacciatori d'Africa di volontari nazionali, sei battaglioni di ascari eritrei e sei di àscari libici, una legione di milizia coloniale su due coorti di camicie nere nazionali. Dalla divisione di Carabinieri Reali dipendevano compagnie, tenenze e stazioni con compiti di polizia, oltre che la scuola allievi zaptié per libici ed eritrei.
Le varie unità di cavalleria erano suddivise nelle tre specialità indigene: i meharisti, montati su dromedari e cammelli, erano incaricate del servizio di polizia e di sorveglianza nelle aree desertiche dell'interno; i savari erano la cavalleria regolare di linea, con salmerie cammellate; gli spahis infine erano addestrati ed equipaggiati all'indigena, principalmente con compiti di polizia. L'artiglieria, anch'essa servita da personale libico, era costituita da batterie di artiglieria someggiata e da compagnie di cannonieri, ognuna su varie sezioni di artiglieria da posizione che armavano i fortini. Le compagnie miste del genio militare comprendevano zappatori, minatori, telegrafisti. Questi reparti regolari erano affiancati da varie bande irregolari.
Con il decreto legge n. 99 del 24 gennaio 1929 fu istituito un Governo Unico della Tripolitania e della Cirenaica. Le due colonie ed i due RCTC rimanevano entità separate, ma il Governatore Unico aveva facoltà di trasferire temporaneamente reparti da un corpo all'altro secondo le esigenze. Negli anni successivi si susseguirono modifiche nell'ordinamento e nella composizione del RCTC della Tripolitania, soprattutto con la costituzione di nuove unità sahariane da impiegare nelle zone desertiche meridionali per la riconquista del Fezzan, denominate compagnie meharisti del Fezzan. Alla fine del 1931 il territorio della colonia venne riordinato militarmente su 4 zone, 8 sottozone, 4 presidi e 2 comandi di tappa. Anche l'organico subì un riordino, con la riduzione ad un solo battaglione di cacciatori d'africa e sei battaglioni di àscari libici ed eritrei; i gruppi sahariani salivano a 7, mentre i savari erano su 2 squadroni e gli spahis su 3 squadroni.
Il RCTC della Tripolitania venne riunito al RCTC della Cirenaica con il decreto n. 2016 del 12 settembre 1935 in un solo Regio corpo truppe coloniali della Libia.

## Forze

### 1923
Forza del Regio Corpo Truppe Coloniali della Tripolitania al gennaio 1923:
- Comando RCTC della Tripolitania
- Comando del Sud Tripolino
- Comando della Zona Orientale
- Comando artiglieria
- Comando genio
- Divisione CC.RR.
  - Scuola zaptié
- due battaglioni cacciatori d'Africa
- sei battaglioni indigeni libici
- sei battaglioni indigeni eritrei
- una legione milizia libica
  - due coorti CC.NN. libiche
- una squadriglia autoblindate
- deposito coloniale
  - comando
  - compagnia e tappa per truppe nazionali
  - compagnia e tappa per truppe indigene
  - plotone invalidi
  - banda musicale
  - ufficio imbarchi
- quattro gruppi squadroni meharisti
- sette squadroni savari
- uno squadrone spahis
- tre batterie artiglieria someggiata libica
- quattro compagnie cannonieri libici
- tre compagnie genio miste
- una sezione genio radiotelegrafisti
- un gruppo polizia a cavallo irregolare
- due gruppi ausiliari irregolari
- un gruppo sahariano irregolare
- Direzione servizio di artiglieria
  - magazzini di artiglieria
  - laboratori di artiglieria
- Direzione servizio del genio
  - magazzino del genio
  - laboratorio del genio
  - uffici staccati del genio
- Direzione di sanità
  - una compagnia sanità
  - ospedale coloniale
  - infermerie presidiarie
  - farmacia
- Direzione di veterinaria
  - infermeria quadrupedi
- Direzione di commissariato
  - una compagnia sussistenza
  - stabilimenti di commissariato
  - tribunale militare coloniale
- Direzione dei trasporti
  - un autogruppo misto
  - compagnia treno d'artiglieria libica
  - comandi tappa

### 1931
Forza del Regio Corpo Truppe Coloniali della Tripolitania al 1931:
- Comando RCTC della Tripolitania
- Divisione CC.RR.
- un battaglione cacciatori d'Africa
  - deposito coloniale cacciatori
- quattro battaglioni indigeni libici
- due battaglioni indigeni eritrei
- una compagnia autonoma eritrea
- sette gruppi sahariani;
- comando di cavalleria
  - due squadroni savari
  - tre gruppi spahis
- comando di artiglieria
  - gruppo libico cammellato
    - tre batterie

  - due compagnie cannonieri libiche
  - due sezioni di artiglieria sahariane
  - compagnia treno libica
  - sezione rifornimento quadrupedi
- comando del genio
  - compagnia radiotelegrafisti
  - compagnia specialisti
  - compagnia telegrafisti
  - compagnia mista genio
- gruppo squadriglie autoblindo
- autogruppo